# Gle Lhongot
Gle Lhongot är en kulle i Indonesien.   Den ligger i provinsen Aceh, i den västra delen av landet, 1 800 km nordväst om huvudstaden Jakarta. Toppen på Gle Lhongot är 39 meter över havet.
Terrängen runt Gle Lhongot är kuperad åt sydost, men åt nordost är den bergig. Havet är nära Gle Lhongot åt nordväst.Runt Gle Lhongot är det ganska tätbefolkat, med 149 invånare per kvadratkilometer.